# Bras du Coco
Pour les articles homonymes, voir Coco.
Le bras du Coco est un affluent de la rivière à Mars, coulant dans le territoire non organisé de Lac-Ministuk, dans la municipalité régionale de comté du Le Fjord-du-Saguenay, dans la région administrative du Saguenay–Lac-Saint-Jean, dans la province de Québec, au Canada.
Quelques autres routes forestières secondaires desservent la vallée du bras du Coco, surtout pour les besoins la foresterie et des activités récréotouristiques.
La foresterie constitue la principale activité économique de cette vallée ; les activités récréotouristiques, en second.
La surface du bras du Coco est habituellement gelée du début de décembre à la fin mars, toutefois la circulation sécuritaire sur la glace se fait généralement de la mi-décembre à la mi-mars.

## Géographie
Le bras du Coco prend sa source à l'embouchure du lac Croche (longueur : 1,9 km ; altitude : 357 m) qui est située à la limite sud-ouest de la municipalité Ferland-et-Boilleau. Cette source est située à :
- 6,5 km au nord-est du cours de la rivière du Moulin ;
- 7,2 km au sud-est de la confluence du bras du Coco et de la rivière à Mars ;
- 8,9 km à l’est du hameau « Secteur-Charlevoix » situé sur le bord de la rivière du Moulin ;
- 25,6 km au sud-est du lac Kénogami[3].

Le bras du Coco coule sur 11,8 km avec une dénivellation de 127 m surtout en zone forestière, selon les segments suivants :
- 1,6 km vers l'est, traversant deux petites zones de marais, jusqu'à la décharge (venant du sud-est) de deux lacs ;
- 1,3 km vers le nord-est jusqu'à la décharge (venant du sud-est) du Petit lac Pacifique ;
- 1,1 km vers le nord-ouest jusqu'à la décharge (venant du sud-ouest) du lac Jerry ;
- 5,0 km vers le nord-ouest en formant un crochet de 0,4 km vers le nord-est, puis le nord en passant entre deux montagnes, jusqu'à la décharge (venant du sud-ouest) du Lac des Belles Filles ;
- 2,3 km vers le nord-ouest en zone de marais, jusqu'à un ruisseau (venant du sud-ouest) ;
- 0,5 km vers le nord en zone de marais, jusqu'à son embouchure[3].

Le bras du Coco déverse dans un coude de rivière sur la rive sud de la rivière à Mars. Cette -confluence est située à :
- 3,4 km à l’ouest du cours du Bras Rocheux, un affluent de la rivière Ha! Ha! ;
- 7,7 km à l’ouest du hameau « Ferland » sur le bord du bras d'Hamel ;
- 8,5 km au sud-ouest d’une courbe du cours de la rivière Ha! Ha! ;
- 10,1 km au nord-est du hameau « Secteur-Charlevoix » situé sur le bord de la rivière du Moulin ;
- 15,6 km au sud de la confluence de la rivière à Mars et de la baie des Ha! Ha![3].

À partir de la confluence du bras du Coco avec la rivière à Mars, le courant suit le cours de la rivière à Mars sur 23,0 km généralement vers le nord, traverse la baie des Ha! Ha! vers le nord-est sur 11,0 km, puis le cours de la rivière Saguenay vers l’est sur 99,5 km jusqu’à Tadoussac où il conflue avec l’estuaire du Saint-Laurent.

## Toponymie
Le toponyme « bras du Coco » a été officialisé le 5 décembre 1968 à la Banque des noms de lieux de la Commission de toponymie du Québec.